# Aeroportul Accomack County
Aeroportul Accomack County (IATA: MFV, ICAO: KMFV, FAA LID: MFV) este un aeroport din Virginia, Statele Unite ale Americii. Aeroportul a fost tranzitat în 2017 de 18 pasageri.
Situat la o altitudine de 14 m, aeroportul dispune de 1 pistă.

## Infrastructură

### Piste
Aeroportul dispune de o singură pistă. Pista 03/21 are suprafața de asfalt și dimensiunile 5.000 picioare × 100 picioare. 